# Dilacreon salma
Dilacreon salma är en insektsart som beskrevs av Ronald Gordon Fennah 1980. Dilacreon salma ingår i släktet Dilacreon och familjen kilstritar. Inga underarter finns listade i Catalogue of Life.